# طايحة

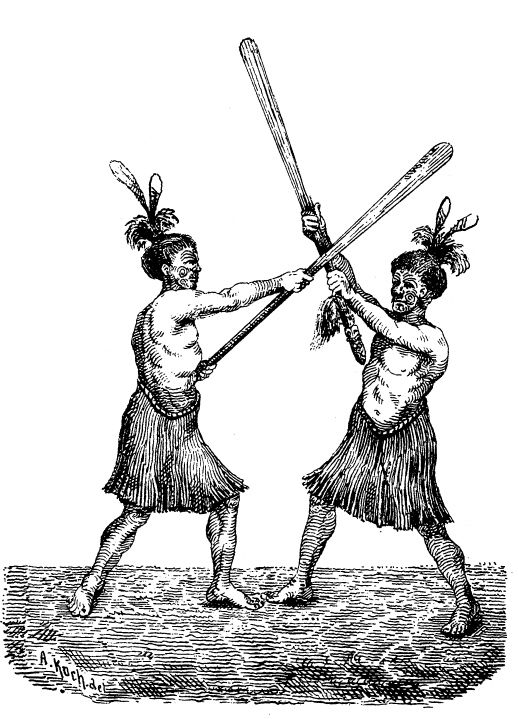
رجُلان من الماوري يَستخدمان الطَّايحة

الطَّايحة (بالماورية: Taiaha‏) هو سِلاحٌ تقليديٌّ كَان يَستخدمهُ الماوريون في نيوزيلندا؛ سِلاحُ حربٍ مَصنوع إِمَّا من الخشب أو عظم الحوت، ويُستخدم لِضربات قَصيرة وحادَّة أو دفعات طَعن بِحركة قدمٍ فعالة.
عادة ما يتراوح طول الطَّايحة بين 5 إلى 6 قدم. يتكون من ثلاثة أجزاء رئيسة؛ أريرو (اللسان)، يستخدم لِطعن الخصم والرد عليه؛ الرأس، القاعدة التي يبرز منها اللسان؛ و أكل (الكبد) أو تينانا (الجسم)، النَّصل الطويل المُسطح الذي يُستخدم أيضًا للضرب والتفادي.

## المَرَاجِع
1. ↑  Hiroa، Te Rangi (1949). "Long Clubs". The Coming of the Maori. Māori Purposes Fund Board. مؤرشف من الأصل في 2023-03-05. اطلع عليه بتاريخ 2011-11-19.
2. ↑  "Taiaha (long club fighting staff)". Collections Online. Museum of New Zealand – Te Papa Tongarewa. مؤرشف من الأصل في 2022-10-07. اطلع عليه بتاريخ 2011-11-19.